# Humustheorie
Die Humustheorie ist eine Theorie, nach der eine Pflanze sich aus dem Humus ernährt. Die Fruchtbarkeit eines Bodens wurde mit ihrem Humusgehalt gleichgesetzt, als Hauptursache des Unfruchtbar-Werdens eines Bodens wurde die Verarmung an Humus angesehen. 
Die Humustheorie wurde von dem Universalgelehrten Jean-Henri Hassenfratz (1755–1827) so weiterentwickelt, dass eine Pflanze ihren Bedarf an Kohlenstoff nicht aus der Luft entnimmt, sondern aus den dunkel gefärbten Humusstoffen des Bodens und außer den Humusstoffen sonst nur Wasser zum Wachstum benötigt. Dies war das Resultat aus seiner Beobachtung, dass Pflanzen auf tiefgründigen Böden mit viel Humus besser wachsen und der Humus von den Pflanzen gleichsam aufgezehrt werde. Zweck einer Düngung wäre, den Boden deshalb mit humusbildenden Stoffen (pflanzlichen und tierischen Produkten) anzureichern.
Aufgegriffen und weiterverbreitet wurde diese Humustheorie-Weiterentwicklung von: 
- dem Mediziner Albrecht Thaer in dessen 1809 erschienenen Buch „Grundsätze der rationellen Landwirtschaft“, für den die anorganischen Stoffe nur Reizmittel waren, aber keine für die Pflanzenentwicklung unentbehrlichen Nährstoffe,
- und dem Agronomen Johann Burger in dessen „Lehrbuch der Landwirtschaft“.

Widerlegt wurde die Humustheorie durch die Mineralstofftheorie und das Minimumgesetz von Carl Sprengel, die beide später von Justus von Liebig ab 1842 propagiert wurden. Siehe dazu auch die geschichtliche Entwicklung der Pflanzenernährung.